# Kuskokwim Bay
Die Kuskokwim Bay ist eine 150 km breite Bucht des Beringmeers im Südwesten von Alaska, direkt südlich des Yukon-Kuskokwim-Deltas. Der namensgebende Kuskokwim River mündet von Norden her in die Bucht. Im Nordwesten wird sie vom Cape Avinof und im Süden vom Cape Newenham begrenzt. Die größte Siedlung an der Bucht ist Quinhagak.